# Yerry Mina
Yerry Fernando Mina González, conegut simplement com a Yerry Mina, (Guachené, 23 de setembre de 1994) és un futbolista colombià, que juga com a defensa central amb l'Everton FC.

## Carrera de club

### Independiente Santa Fe
Mina va començar a jugar a l'Independiente Santa Fe el 2013, i ràpidament s'hi va fer un nom, i va assolir la titularitat.

### Palmeiras
El Palmeiras va confirmar que havia contractat Mina el 2016. Va debutar amb el club el 4 de juliol, jugant el partit sencer en una victòria per 1–3 contra l'Sport Recife. El seu primer gol amb els Verdão va arribar en el següent partit, un empat 1–1 contra el Santos FC. En aquell partit Mina fou substituït just abans del final de la primera part a causa d'una aparent lesió que li va provocar les llàgrimes mentre el treien del camp en llitera. El 13 de juliol es va confirmar que no es recuperaria a temps pels Jocs Olímpics d'Estiu de 2016, ja que el temps de recuperació de la lesió seria de 6–8 setmanes.

### FC Barcelona
L'11 de gener de 2018, el FC Barcelona i el Palmeiras van arribar a un acord pel traspàs de Yerry Mina per la resta de la temporada i cinc més, fins al 30 de juny de 2023. El traspàs es va xifrar en 11.8 milions d'euros, amb una clàusula de 100 milions. El club blaugrana havia tancat la contractació de Mina a partir de l'estiu del 2018 per 9 milions d'euros, però la precipitada marxa de Javier Mascherano al futbol xinès va fer que el Barça optés per avançar l'arribada del colombià. El central fou el segon reforç del mercat d'hivern després del brasiler Philippe Coutinho.
Pocs dies després, el 18 de gener, se li assignà el dorsal número 24.
Va debutar amb el Barça el 8 de febrer de 2018, al partit de tornada de les semifinals de la Copa del Rei contra el València CF a Mestalla, on va entrar al minut 83 en substitució de Gerard Piqué.

### Everton
El 8 d'agost de 2018, Mina va ser traspassat a l'Everton FC de la Premier League, per 30 milions de lliures.

## Palmarès
Santa Fe
- 1 Lliga colombiana: 2014.
- 1 Superlliga de Colòmbia: 2015.
- 1 CONMEBOL Sud-americana: 2015.

Palmeiras
- 1 Campionat brasiler de futbol: 2016.

FC Barcelona
- 1 Copa del Rei: 2017-18[12]
- 1 Lliga espanyola: 2017-18[13]
- 1 Supercopa de Catalunya de futbol: 2017-18